# Poza Rica de Hidalgo
Poza Rica de Hidalgo är en stad i Mexiko, och är belägen i delstaten Veracruz. Stqswn hade 200 119 invånare i centralorten år 2015.